# Colin Blakely
Colin Blakely (n. 23 septembrie 1930 – d. 7 mai 1987) a fost un actor englez de film.

## Filmografie
- 1964 Corăbiile lungi (The long ships), regia Jack Cardiff
- 1966 Un om pentru eternitate (A Man for All Seasons), regia Fred Zinnemann
- 1967 Ziua în care vin peștii (The Day the Fish Came Out), regia Michael Cacoyannis : pilotul
- 1974 Crima din Orient Express (Murder on the Orient Express), regia Sidney Lumet
- 1982 Crimă sub soare (Evil Under the Sun), regia Guy Hamilton